# Modlin (stacja kolejowa)
Modlin – stacja kolejowa w Nowym Dworze Mazowieckim - Osiedlu nr 7 - Modlin Stary, w województwie mazowieckim, w Polsce. Według klasyfikacji PKP ma kategorię dworca aglomeracyjnego. Znajdują się tu 2 perony. 

## Ruch pasażerski
| Rok  | Wymiana pasażerska na dobę |
| ---- | -------------------------- |
| 2017 | 1 600                      |
| 2022 | 2 000-3 000                |

Dworzec wzniesiono według projektu pracowni sekcji architektonicznej Warszawskiej Dyrekcji Kolejowej pod kierunkiem Bronisława Brochwicza-Rogóyskiego i jego zastępców Romualda Millera i Józefa Wołkanowskiego. 
W 2007 roku opublikowano plany budowy dworca kolejowego o większej skali. Związane to było z budową lotniska cywilnego Modlin. Nieopodal ma tam również powstać stacja Lotnisko Modlin. Na stacji znajduje się wieża ciśnień i budynek dworca z początku XX wieku. 
W II kwartale 2010 roku rozpoczęto prace modernizacyjne budynku dworca, które ukończyły się pod koniec 2011 roku. Budynkowi przywrócono dawny wygląd dostosowując go do potrzeb osób niepełnosprawnych. Dodatkowo zainstalowano monitoring w celu zwiększenia bezpieczeństwa podróżnych. Na pierwszym piętrze istnieje hostel kategorii Bed & Breakfast.
W pobliżu stacji znajduje się most kolejowo-drogowy na rzece Narew; łączy on osiedla Modlin Stary i Modlin Twierdzę z centralną częścią Nowego Dworu Mazowieckiego; jest częścią drogi krajowej nr 85. Od lipca 2012 roku, gdy uruchomiono Lotnisko Modlin zaczynają i kończą bieg przyspieszone pociągi Kolei Mazowieckich do stacji Warszawa Lotnisko Chopina.
Modlin dzięki pobliskiemu lotnisku, ma bardzo dobre połączenie z Warszawą. Z przystanku autobusowego umiejscowionego przed budynkiem dworca, autobusem Kolei Mazowieckich, można dojechać do portu lotniczego Modlin. Odległość pomiędzy lotniskiem a stacją to 4 km. Czas przejazdu na lotnisko to ok. 10 min. Stacja jest położona w odległości 2 km od Twierdzy Modlin.

## Połączenia
| Przewoźnik         | Linia lub kategoria | Trasa lub kierunki                      |       |
| ------------------ | ------------------- | --------------------------------------- | ----- |
| Koleje Mazowieckie | R90/RE90            | Warszawa Zachodnia – Modlin – Działdowo | [ 7 ] |
| Koleje Mazowieckie | RL                  | Warszawa Lotnisko Chopina – Modlin      | [ 7 ] |
| Koleje Mazowieckie | ZL Bus              | Modlin – Modlin Lotnisko                | [ 8 ] |
| Koleje Mazowieckie | RE91/92             | Sierpc - Modlin - Tłuszcz               | [ 9 ] |

## Galeria

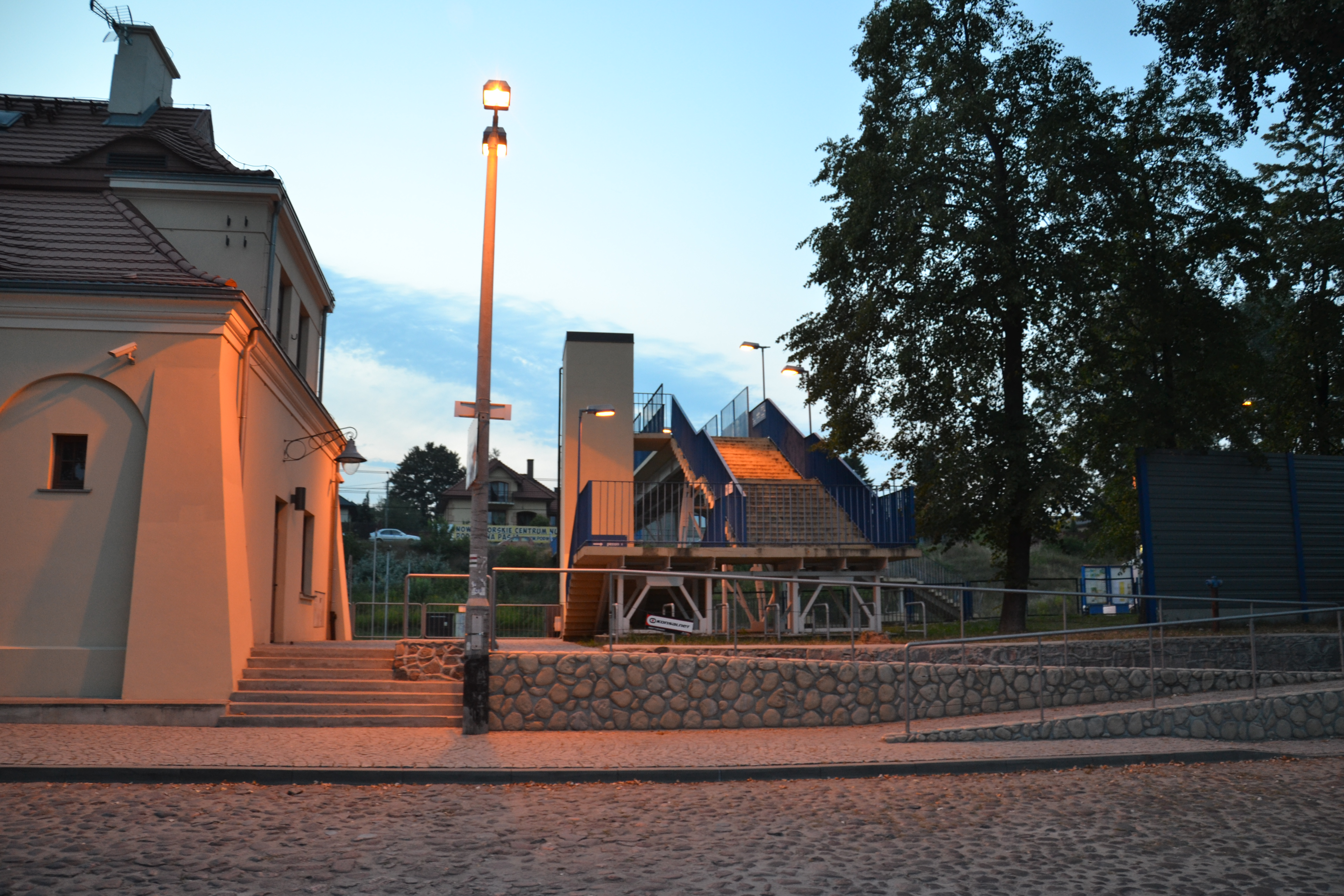
Kładka nad torami z windą
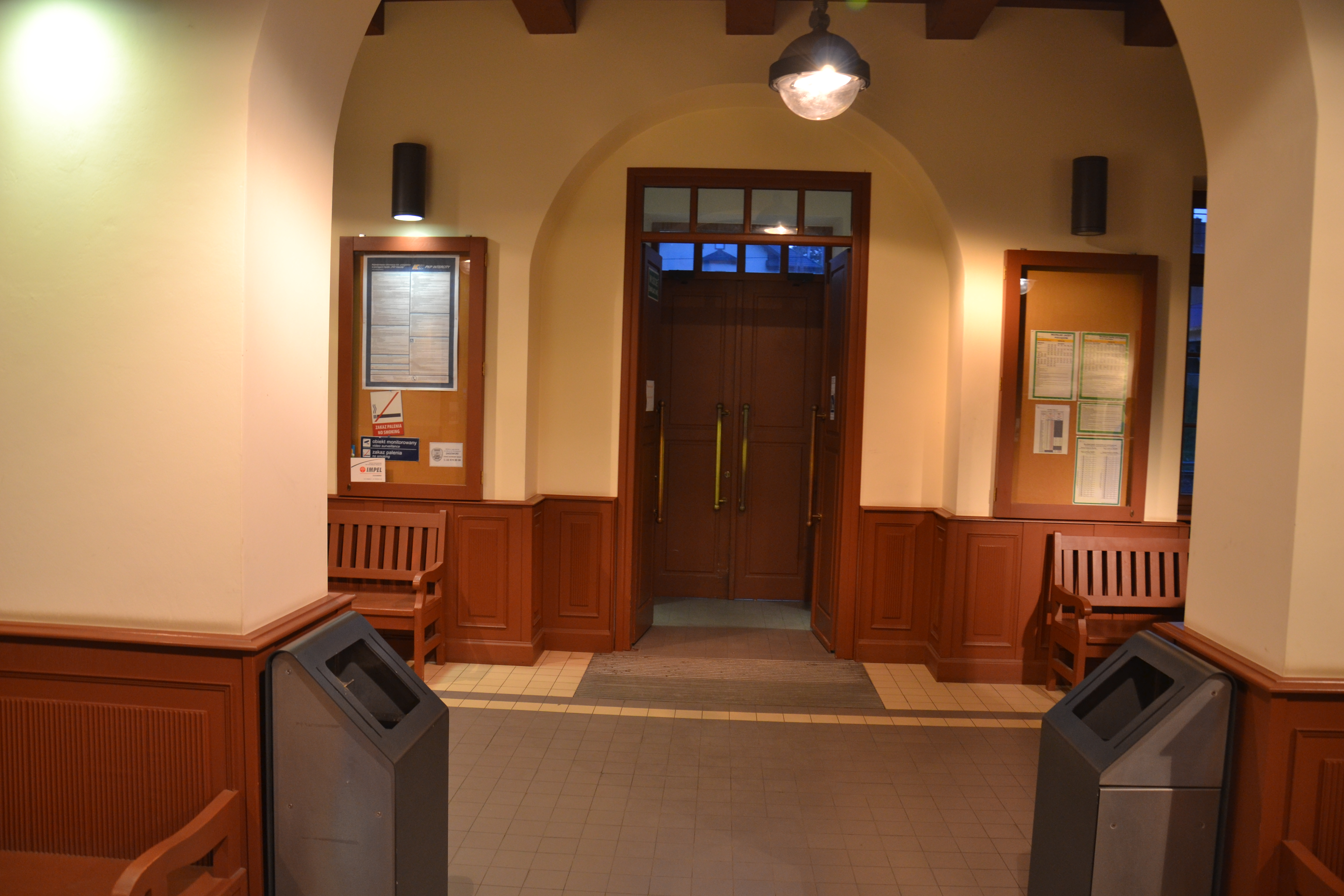
Wnętrze dworca
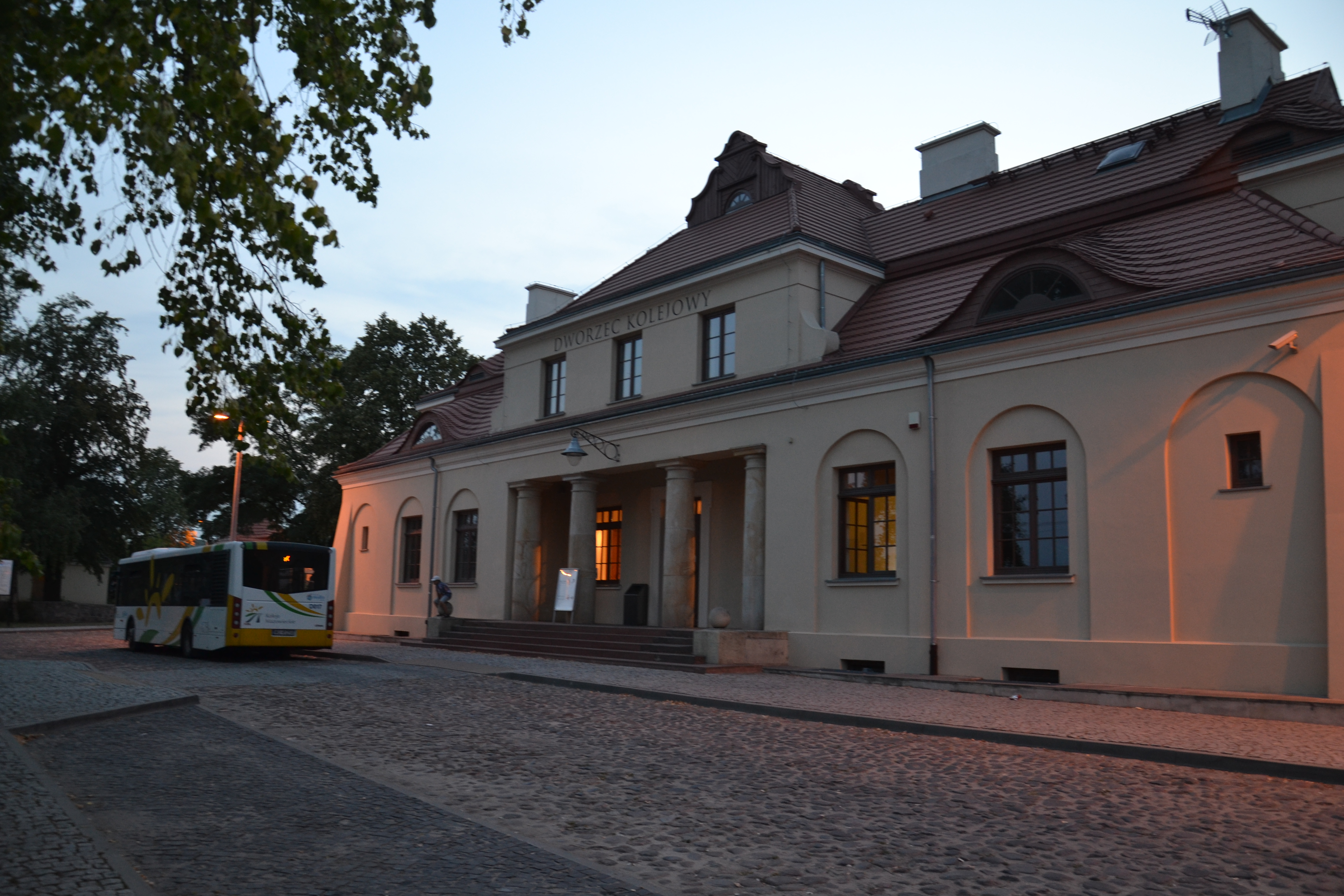
Dworzec z przodu
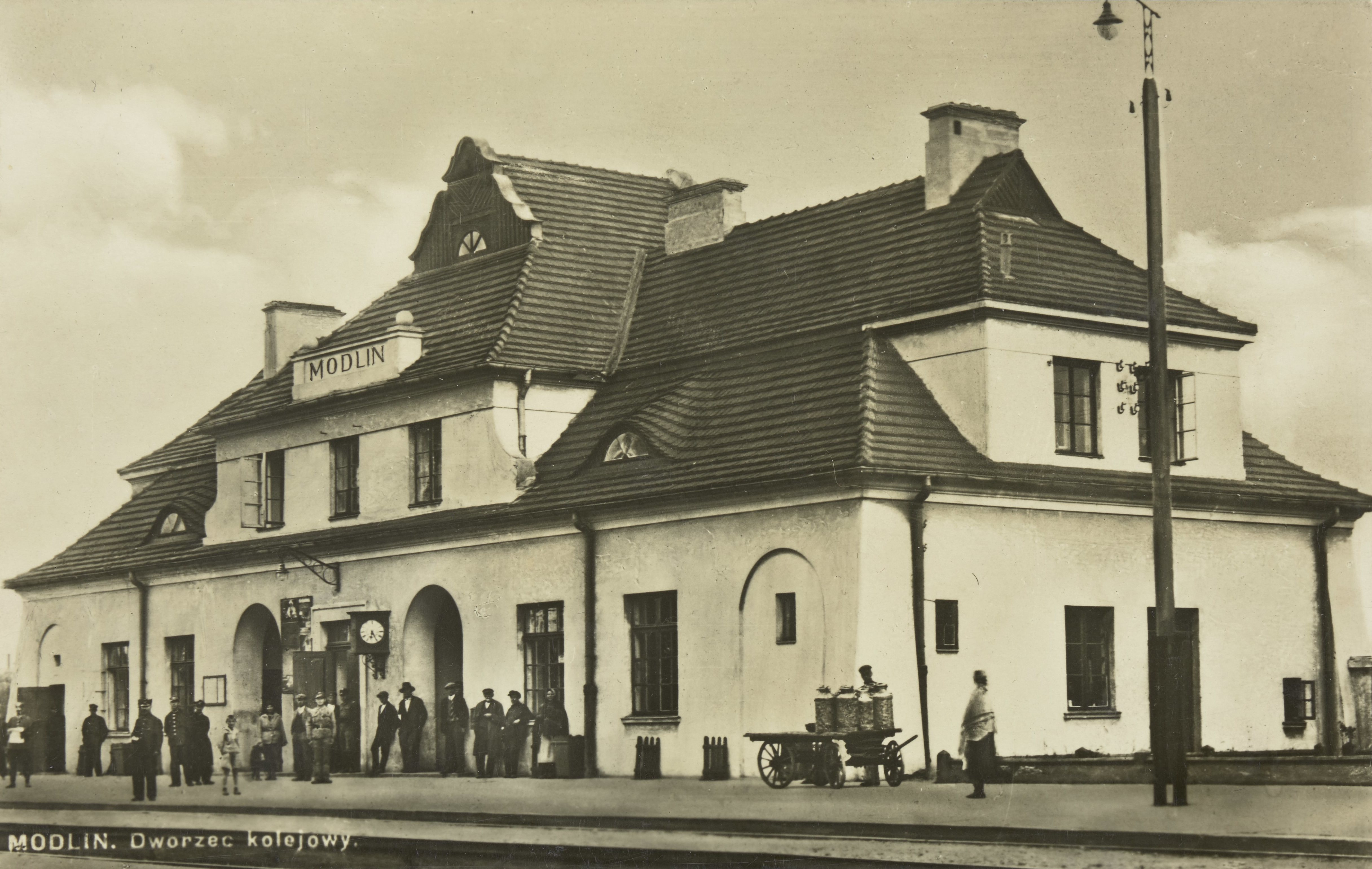
Dworzec na zdjęciu z 1938/1939